# Telefunken-Zeitung
Die Telefunken-Zeitung war eine traditionsreiche Fachzeitschrift der Firma Telefunken zum Thema Elektrotechnik, insbesondere zur Hochfrequenztechnik.

## Geschichte
Die Telefunken-Zeitung wurde zu Beginn des zweiten Halbjahrs 1911 von der im Mai 1903 gegründeten Telefunken Gesellschaft für drahtlose Telegraphie m.b.H. in Berlin ins Leben gerufen. Zweck war, den Zusammenhalt „zwischen der Gesellschaft und deren Freunden, Interessenten, auswärtigen Vertretungen und Zweig-Gesellschaften herzustellen.“ In der Erstausgabe wurden die zehn wesentlichen Schwerpunkte der zukünftigen Berichterstattung definiert:
- Organisation
- Berichte über fertiggestellte Neubauten
- Neue Aufträge
- Wichtige Versuche
- Neue Apparate und Verbesserungen
- Technische Beschreibungen
- Erzielte Leistungen
- Literatur- und Patentschau
- Personalnachrichten
- Mitteilungen der „Deutschen Betriebsgesellschaft für drahtlose Telegrafie“

Aufgrund der beiden Weltkriege (1914–1918 und 1939–1945) musste das Erscheinen jeweils für mehrere Jahre unterbrochen werden. Zudem wurde der Name während der NS-Zeit in „Telefunken-Hausmitteilungen“ (Heft 75 von 1937 bis Heft 82 von 1939) und danach in „Telefunken-Mitteilungen“ (Heft 83 von 1940 bis Heft 86 1941) geändert. Mit dem Wiedererscheinen im Jahr 1950 bekam sie ihren alten Titel zurück.
Im Mai 1953, fünfzig Jahre nach Gründung der Firma Telefunken und gleichzeitig als 100. Ausgabe der Telefunken-Zeitung, erschien sie als Festschrift mit einem Umfang von 264 Seiten.
Die Telefunken-Zeitung hat zweifellos dazu beigetragen, die bei Telefunken gewonnenen wissenschaftlichen Erkenntnisse und die dort erzielten technischen Fortschritte der Fachwelt zu vermitteln. Und sie trägt bleibend dazu bei, die Geschichte der Firma Telefunken und ihrer Mitarbeiter für die Nachwelt zu erhalten.